# Valfabbrica
Valfabbrica är en ort och kommun i provinsen Perugia i regionen Umbrien i Italien. Kommunen hade 3 361 invånare (2018).